# جیمز فلاناگان (قایقران روئینگ)
جیمز فلاناگان (انگلیسی: James Flanagan; ۳ اوت ۱۸۷۸ – ۲۸ مارس ۱۹۳۷) قایقران روئینگ اهل ایالات متحده آمریکا بود.